# 幼稚園 (雑誌)
『幼稚園』（ようちえん）は、小学館が発行している幼児向け雑誌（隔月刊誌）。創刊は1932年。背表紙には競合誌の『たのしい幼稚園』（講談社発行）と差別化を図る為に「小学館の幼稚園」と書かれている。

## 概要
主に、日本の幼稚園児に当たる4歳から小学校入学前の幼児（主に5歳児前後）を対象読者にしている。誌面構成としては、藤子不二雄が本誌を含む「小学館の学習雑誌」にて1970年に連載開始し、2020年に原作連載から50周年を迎え、児童のみならず親や祖父母世代の知名度も高い『ドラえもん』と、1996年に発売された任天堂のゲームソフト及び株式会社ポケモンから発売されたその続編を原作とし、幼児から小学生にかけての児童に根強い人気を誇る『ポケットモンスター』を二枚看板とし、絵本、図鑑、玩具、子供達に人気が高いテレビアニメ、特撮、キャラクターの情報を網羅している。1997年にアニメ版『ポケットモンスター』がヒットしてから、2009年に再逆転されるまでは本誌の部数が『たのしい幼稚園』を上回っていた。その後は劣勢に立たされていたが、2022年秋に再び『たのしい幼稚園』を上回った。
姉妹誌として、3歳児前後（2歳～4歳）を対象とした『めばえ』が1959年から月刊誌、5歳児前後（4歳～6歳）の小学校入学準備用として小学1年生の学習内容を先取りした『学習幼稚園』が1982年から季刊誌（2006年度まで月刊誌）の形態で発売されている。『学習幼稚園』は本誌を含めた小学館の他の幼児誌とは違い「小学館の学年別学習雑誌」の扱いとされてきたが、2016年の『小学二年生』の休刊を機に『小学一年生』・『小学8年生』と共に幼児誌とまとめられ、どちらも2021年現在の公式ホームページ上では「児童・学習誌」扱いとなっている。
かつては本誌と『めばえ』の中間として、4歳児前後（3歳～5歳）向けに1956年から『よいこ』も刊行されていたが、1995年に本誌と『めばえ』に統合する形で休刊した。それから2019年3月号まで本誌の対象年齢表示が3・4・5・6歳と表記されていたのはこの名残であった。2019年4月号以降は本誌の対象年齢表記が『よいこ』が刊行されていた頃や『学習幼稚園』、競合誌の『たのしい幼稚園』と同じく4・5・6歳に戻っている。

## 内容
2010年4月号から本誌の内容編成が変更され「にんきもの」「せいかつ」「ちえ」などジャンル別にリニューアルし、近年別冊に分割されていたふろくの説明やドリルは本誌に統合、全ページはオールカラー化され、価格も標準価格500円（特別号価格は550円）から600円（特別号価格は650円 - 700円）に値上げを実施した。2016年5月号では本誌の内容再編が行われ、ジャンルは「にんきもの」「ちえ」は継続され、「せいかつ」は廃止と入れ替わる形として新たに「おはなし」「とくしゅう」が新設された。また全ページはオールカラーで掲載されていたが2016年11月号から「ちえ」とふろくのページはカラーからモノクロへ戻され、本誌の印刷や付録の品質向上もされ価格も標準価格600円（特別号価格は700円）から700円（特別号価格は750円 - 880円）に値上げを実施した。2019年4月号では付録と表紙デザインの大規模なリニューアルを行い、同号での幸楽苑とのタイアップを行った「びょんびょんらーめん（動くラーメン看板）」をきっかけに、食品、自動販売機、セルフレジ、配送トラック、流しそうめん機など著名企業の製品、機器、乗り物を本物に忠実に模した付録を付けるようになり、表紙もこれまでのアニメのキャラクター主体から付録を押し出す内容へと変わっている。以降も「メダルおとしゲーム」（セガ）、「ガチャマシン」（タカラトミーアーツ）、「やきにくリバーシ」（牛角）、「セブンぎんこうATM」（セブン銀行）など、実物をリアルにスケールダウンして再現した付録が大人を取り込む程好評となっており、「セブンティーンアイスじはんき」（江崎グリコ）が付録となった2019年7月号では創刊以来初の重版となる人気となった。2023年4・5月合併号からは再び幼児誌らしい表紙デザインに戻った。

2005年9月号に『ふしぎ星の☆ふたご姫』のみを取り上げたDVD（約30分程度の内容）が付けられてから、DVDが付録になっている。当初は年に1回程度であったが、現在は年4回と増えてきている。2回目からは(2008年9月号の『ポケットモンスター』を取り上げた付録DVDのように、1つのキャラクターのみ取り上げることもあるものの)、基本的に複数の作品をまとめて収録する内容に変わっている。
1980年代から1990年代にかけては同じ一ツ橋グループの集英社や、稀に白泉社の雑誌に掲載された原作を題材とするアニメ作品も掲載されていたが、2021年12月現在は本誌では掲載されている作品はない。
ディズニーキャラクターのコンテンツの出版権については、長い間、講談社系の雑誌のみに独占的にライセンスが供与されていた時期があった。しかし、2002年の『ディズニープリンセス』の河出書房新社へのライセンスの供与をきっかけに講談社以外の雑誌での連載が始まり、2006年頃からは徐々に小学館系の雑誌にも『リロ&スティッチ』などが開放された。本誌を含めた小学館幼児誌各誌の2008年8月号（2008年7月発売）からは『ミッキー&フレンズ』『くまのプーさん』など最主力級のキャラクターも含めてほぼ完全に供与され、これによりディズニーキャラクターの扱いは講談社幼児誌とほぼ同じになり、小学館の雑誌のみに掲載されている『ドラえもん』、『ポケモン』、『アンパンマン』とともに、主力キャラクターとなっていた時期もあった。その後の縮小を経て、2021年現在も『ライオン・キング』の派生作品『ライオン・ガード』が掲載されているが、講談社の幼児誌ほど多くはない。
登場キャラクターは基本的に本誌内で掲載されているキャラクターであるが、本誌では当時定期掲載前（『こんにちはアン』）、または終了した作品（『アンパンマン』）や定期掲載されていない作品（『ねぎぼうずのあさたろう』、『やさいのようせい』（ただし本誌のお話コーナーで単発で掲載されたことはある）など）が取り上げられることがある。一方で『めばえ』及び『ベビーブック』（小学館の1歳児から3歳児を対象とする幼児向け雑誌）の看板キャラクターである『それいけ!アンパンマン』は本誌には掲載されていない（本誌と『めばえ』が共同編集し、1991年から2013年まで季刊で発行していた『いたずら・ぶっく』及び、2018年まで幼稚園入園準備を控える3・4歳児向けに毎年2月頃に刊行していた増刊号には掲載されていた）。

## 男児向けコンテンツ
男児向けアニメ・ゲームのコンテンツに関しては前述の『ポケットモンスター』及び、2013年度から『妖怪ウォッチ』、2018年度から『新幹線変形ロボ シンカリオン』（過去には『甲虫王者ムシキング』や『古代王者恐竜キング』）と大ヒット作品が幼児誌においては本誌を含む小学館の雑誌だけで独占的に掲載されていることもあり、本誌が『たのしい幼稚園』を大きくリードしている。また特撮ヒーローの情報も殆ど網羅しているため、表紙においても『たのしい幼稚園』とは対照的にこちらは男児向けキャラクターが優先されることが多い。ただし、小学館と講談社ともに男児向けコンテンツ専門誌『てれびくん』・『テレビマガジン』を発行、コンテンツの多くがそれらでも重複して掲載されており、本誌との競合が生じている。
なお、『ポケットモンスター』と『妖怪ウォッチ』については女児もターゲットとしている。

## 女児向けコンテンツ
女児向けアニメのコンテンツはもともと講談社陣営の『たのしい幼稚園』掲載作品が強く、特に1992年から1997年にかけてテレビアニメが大ヒットを記録した『美少女戦士セーラームーン』シリーズ（以下『セーラームーン』）が同誌で看板作品になってからは、本誌でもそれに対抗するために1992年から1996年にかけて『花の魔法使いマリーベル』、同社の小中学生向け少女漫画雑誌『ちゃお』関連の『ムカムカパラダイス』、『愛と勇気のピッグガール とんでぶーりん』、『愛天使伝説ウェディングピーチ』の他に、集英社の小中学生向け少女漫画雑誌『りぼん』関連の『姫ちゃんのリボン』、『赤ずきんチャチャ』、『ナースエンジェルりりかSOS』などを順次起用した。『姫ちゃんのリボン』、『赤ずきんチャチャ』、『とんでぶーりん』のアニメ自体は視聴率も良かったため放送期間が延長され、本誌でも人気コンテンツとなったが、いずれも『セーラームーン』には及ばなかった。
1997年に『セーラームーン』が終了し、その後番組『キューティーハニーF』は小学館が出版権を得た関係で本誌で連載、翌年の『ふしぎ魔法ファンファンファーマシィー』や、1999年から2000年にNHK教育テレビにて放送された『コレクター・ユイ』も本誌で連載されたが、いずれも商業的には不振となり、『たのしい幼稚園』が『セーラームーン』終了後もヒット作に恵まれるのとは対照的で、部数面でも同誌に差を付けられていた。
しかし1997年にテレビアニメ化された『ポケットモンスター』が女児にもじわりと人気が広まり、2000年には傘下の小学館プロダクション（当時）が直接企画・制作を行った『とっとこハム太郎』のヒットによって同誌との差を縮め、さらに『Dr.リンにきいてみて!』、『わがまま☆フェアリー ミルモでポン!』、『きらりん☆レボリューション』などの『ちゃお』から派生したアニメ作品や、『オシャレ魔女♥ラブandベリー』、『ワンタメ』などのカードゲームと連動したコンテンツが相次いでヒットし、更に本誌だけの限定カードを付録に付けた事で売上が伸び、2000年代の本誌は『たのしい幼稚園』を部数面で追い抜き上回った。またアニメ版は強力なライバルであった『セーラームーン』は、2003年から2004年に放送された特撮ドラマ版で小学館も出版権を獲得し、本誌と『たのしい幼稚園』両誌の看板コンテンツとなった。
だが、2008年から2009年に掛けて『とっとこハム太郎』と『きらりん☆レボリューション』が終了し、代わりに2008年11月号からサンリオキャラクターの『ジュエルペットシリーズ』、2009年5月号から『クッキンアイドル アイ!マイ!まいん!』、同年10月号から『たまごっち!』に入れ替わったことや、2009年度以降から漫画・情報専門誌の『ぷっちぐみ』が月刊化し（男児向けの『てれびくん』と本誌の関係と同様に）『ぷっちぐみ』と本誌で読者が分散したことにより、同年には『たのしい幼稚園』を含む講談社陣営が独占的に取り扱う『プリキュアシリーズ』が『セーラームーン』を超えて長期シリーズ化したこともあり、同誌に部数面で再逆転された（なお、『たまごっち!』はテレビアニメの終了とともに2015年10月号まで、『ジュエルペット』も2015年12月号までで連載を終了した）。
2016年3月号からは『ジュエルペット』の後継に当たる『リルリルフェアリル』、2016年2月号からはサンエックスの『すみっコぐらし』、2017年4月号からは児童向けドラマ『アイドル×戦士 ミラクルちゅーんず!』（ガールズ×戦士シリーズの第1作）が加わった一方で、『ぷっちぐみ』及び『ちゃお』の主力コンテンツである『アイカツ!シリーズ』と『プリパラシリーズ』・『キラッとプリチャン』（プリティーシリーズ）は本誌には掲載されていない。
このうち『とっとこハム太郎』と『たまごっち!』については男児もターゲットとしていた。
なお、2002年3月号から2003年4月号にかけての約1年間は『Cosmic Baton Girl コメットさん☆』が放送予定を繰り上げ、年度の途中で終了したことを受けて『ギャラクシーエンジェル』第2期・第3期や『ぴたテン』などのテレビ大阪制作日曜朝9時30分枠のアニメ（いわゆるブロッコリー枠）の作品が『Cosmic Baton Girl コメットさん☆』の後番組となった関係で、急遽女児向けキャラクター扱いとして掲載された。

## 現在の掲載作品
※（）内は掲載期間を表す。
※2010年4月号からジャンル別連載へと新設されたが、2016年5月号から再編された現地点の記載。但し、号によって作品によるジャンルを変更しての連載する場合あり。
※「にんきもの」以外単発連載作品あり
にんきもの
- ウルトラシリーズ（最新作は『ウルトラマン ニュージェネレーション スターズ』）（1966年2月号 -）
- スーパー戦隊シリーズ（最新作は『ナンバーワン戦隊ゴジュウジャー』）※（1975年5月号 -）
- リカちゃん（197x年xx月号 -）
- 仮面ライダーシリーズ（最新作は『仮面ライダーガヴ』）※（1987年11月号 -）
- シルバニアファミリー（1986年1月号 -）
- 名探偵コナン（1996年2月号 -）
- ポケットモンスターシリーズ（最新作は『ポケットモンスター』）（1997年5月号 -）
- すみっコぐらし（2016年2月号 -）
- 新幹線変形ロボ シンカリオン（2018年2月号 -2019年7月号、2021年5月号 - 2022年4月号、2024年5月号 -）
- パウ・パトロール（2019年5月号 -）
- ギャビーのドールハウス（2024年5月号 -）

おはなし
- ドラえもん（1970年1月号 - 1971年3月号、1972年10月号、1973年3月号 - 12月号(原作)、1979年5月号 -(アニメ版の情報)）←「せいかつ」から移籍(2016年11月号から)

ちいく（2017年5月号から「ちえ」から改称）
- ぷちドラゼミ特別版（201x年xx月号 -）
- シェイプといっしょ!（201x年xx月号 -)
- シャライヒ いきものづかん
- まみむめもんちのおやくそく
- おたよりようちえん
- おえかきようちえん

とくしゅう
- はなかっぱ（2010年5月号 -）←「にんきもの」から移籍(2016年11月号から)
- ブーブーボーイ（2016年xx月号 -）
- こねこのプーフー（2016年11月号 -）

他にも国内外企業の生産工場の紹介などが掲載されている。

### 2010年4月号から2016年4月号まで設けていたジャンル
せいかつ
- ドラえもん →「おはなし」へ移籍

## 過去の掲載作品

### 1950年代掲載
- ポパイ（1959年7月号 - 1965年9月号）

### 1960年代掲載
- トムとジェリー※（1964年6月号 - 1966年3月号、1992年4月号 - 1993年3月号）
- オバケのQ太郎シリーズ
  - オバケのQ太郎（1965年版） - 藤子不二雄（1965年1月号 - 1967年3月号）
  - 新オバケのQ太郎 - 藤子不二雄（1971年4月号 - 1973年2月号）
  - オバケのQ太郎（1985年版）（1985年5月号 - 1987年4月号）
- 未来からきた少年 スーパージェッター（1965年2月号 - 1966年2月号）
- 宇宙エース（1965年6月号 - 1966年5月号）
- ジャングル大帝（1作目のみ掲載）（1965年11月号 - 1966年10月号）
- ウルトラシリーズ（1966年2月号 -）（ウルトラマンパワード及びウルトラマンティガ〜ウルトラマンガイアまで未掲載）
  - ウルトラQ※（1966年2月号 - 7月号）
  - ウルトラマン※（1966年8月号 - 1967年5月号）
  - ウルトラセブン※（1967年11月号 - 1968年10月号）
  - 帰ってきたウルトラマン（1971年5月号 - 1972年4月号）
  - ウルトラマンA（1972年5月号 - 1973年4月号）
  - ウルトラマンタロウ（1973年5月号 - 1974年4月号）
  - ウルトラマンレオ（1974年5月号 - 1975年4月号）
  - ザ☆ウルトラマン※（1979年5月号 - 1980年4月号）
  - ウルトラマン80※（1980年5月号 - 1981年4月号）
  - アンドロメロス（1983年3月号 - 5月号）
  - 平成ウルトラセブンシリーズ（1994年4月号、11月号）
  - ウルトラマンG※（1995年8月号 - 10月号）
  - ウルトラマンネオス（1995年）
  - ウルトラマンゼアス（1996年4月号、1997年5月号）
  - ウルトラニャン（1997年5月号、1998年4月号）
  - ウルトラマンコスモス※（2001年8月号 - 2002年10月号）
  - ウルトラマンネクサス※（2004年11月号 - 2005年7月号）
  - ウルトラマンマックス※（2005年8月号 - 2006年4月号）
  - ウルトラマンメビウス※（2006年5月号 - 2007年4月号）
- おそ松くん（1作目のみ掲載）（1966年3月号 - 1967年4月号）
- ロボタンシリーズ（1966年11月号 - 1968年10月号、1986年2月号 - 10月号）
- 快獣ブースカ（1966年12月号 - 1967年10月号）
  - ブースカ! ブースカ!!（1999年11月号 - 2000年7月号)
- 魔法使いサリー シリーズ（1967年1月号 - 1969年1月号、1989年11月号 - 1991年11月号、1995年4月号 - 1997年3月号）
- 悟空の大冒険（1967年2月号 - 10月号）
- パーマンシリーズ（1967年3月号 - 1968年12月号、1983年5月号 - 1987年10月号）
- 仮面の忍者 赤影シリーズ（1967年5月号 - 1968年4月号、1987年11月号 - 1988年4月号）
- マッハGoGoGoシリーズ（1967年5月号 - 1968年4月号、1997年2月号 - 10月号）
- キャプテンウルトラ（1967年5月号 - 10月号）
- 冒険ガボテン島（少年誌『週刊少年サンデー』から参加）（1967年5月号 - 1968年1月号）
- コメットさん（1967年8月号 - 1969年1月号、1978年7月号 - 1979年10月号）
  - Cosmic Baton Girl コメットさん☆（2001年5月号 - 2002年2月号）
- ジャイアントロボ（1967年11月号 - 1968年5月号）
- おらぁグズラだど（1967年11月号 - 1968年10月号）
- ウメ星デンカ - 藤子・F・不二雄（1968年9月号 - 1969年12月号）
- ドカチン（1968年11月号 - 1969年4月号）
- 海底少年マリン（1969年1月号 - 1969年6月号）
- 空中都市008※（1969年4月号 - 1970年3月号）
- 紅三四郎（1969年5月号 - 10月号）
- もーれつア太郎（1作目のみ掲載）（1969年5月号 - 1971年1月号）
- サザエさん（大手紙朝日新聞から参加）（1969年11月号 - 1987年頃）

### 1970年代掲載
- チビラくん（1970年4月号 - 1971年10月号）
- 昆虫物語 みなしごハッチシリーズ（1970年5月号 - 1972年1月号、1974年5月号 - 10月号、1989年8月号 - 1990年9月号）
- いなかっぺ大将（1970年11月号 - 1972年10月号）
- ゲゲゲの鬼太郎 2作目（1971年11月号 - 1972年10月号）
- シルバー仮面（1971年12月号 - 1972年6月号）
- ミラーマン（1972年1月号 - 12月号）
- 樫の木モック（1972年2月号 - 1973年1月号）
- 赤胴鈴之助（1972年5月号 - 1973年4月号）
- レッドマン（1972年5月号 - 11月号）
- 快傑ライオン丸（1972年5月号 - 1973年4月号）
  - 風雲ライオン丸（1973年5月号 - 10月号）
- セサミストリート（1972年5月号 - 不明）
- 人造人間キカイダー（1972年8月号 - 1973年5月号）
  - キカイダー01（1973年6月号 - 1974年4月号）
- サンダーマスク（1972年11月号 - 1973年4月号）
- アイアンキング（1972年11月号 - 1973年5月号）
- 科学忍者隊ガッチャマン（1972年11月号 - 1974年10月号）
  - 科学忍者隊ガッチャマンII（1978年11月号 - 1979年10月号）
  - 科学忍者隊ガッチャマンF（1979年11月号 - 1980年9月号）
- ジャンボーグA（1973年2月号 - 1974年1月号）
- ファイヤーマン（1973年2月号 - 8月号）
- けろっこデメタン（1973年2月号 - 10月号）
- 山ねずみロッキーチャック（1973年2月号 - 1974年1月号）
- ジャングル黒べえ（1973年4月号 - 1974年1月号）
- ミラクル少女リミットちゃん（1973年11月号 - 1974年4月号）
- ダイヤモンド・アイ（1973年11月号 - 1974年4月号）
- イナズマン（1973年11月号 - 1974年4月号）
  - イナズマンF（1974年5月号 - 10月号）
- ドロロンえん魔くん（1973年11月号 - 1974年4月号）
- モッコロくん - 藤子・F・不二雄（1974年1月号 - 1975年3月号）
- アルプスの少女ハイジ（1974年2月号 - 1975年1月号）
- 魔女っ子メグちゃん（1974年5月号 - 1975年10月号）
- 電撃!! ストラダ5（1974年5月号 - 7月号）
- ゲッターロボ（1974年5月号 - 1975年5月号）
  - ゲッターロボG（1975年6月号 - 1976年4月号）
  - ゲッターロボ號（1991年3月号 - 1992年2月号）
- カリメロ(1作目のみ掲載)（1974年11月号 - 1975年10月号）
- SFドラマ 猿の軍団※（1974年11月号 - 1975年4月号）
- がんばれ!!ロボコン（1974年11月号 - 1977年4月号）
  - 燃えろ!!ロボコン※（1999年2月号 - 2000年2月号）
- はじめ人間ギャートルズ（1974年11月号 - 1976年4月号）
- てんとう虫の歌（1974年11月号 - 1976年10月号）
- 世界名作劇場（最新作はこんにちはアンまで）（1975年2月号 - 1997年4月号、2009年4月号- 2010年3月号）
- 正義のシンボル コンドールマン（1975年5月号 - 10月号）
- スーパー戦隊シリーズ（バトルフィーバーJのみ未掲載）（1975年5月号 -）
  - 秘密戦隊ゴレンジャー（1975年5月号 - 1977年4月号）
  - ジャッカー電撃隊（1977年5月号 - 1978年1月号）
  - 電子戦隊デンジマン※（1980年3月号 - 1981年2月号）
  - 太陽戦隊サンバルカン※（1981年3月号 - 1982年2月号）
  - 大戦隊ゴーグルファイブ※（1982年3月号 - 1983年2月号）
  - 科学戦隊ダイナマン※（1983年3月号 - 1984年2月号）
  - 超電子バイオマン※（1984年3月号 - 1985年2月号）
  - 電撃戦隊チェンジマン※（1985年3月号 - 1986年3月号）
  - 超新星フラッシュマン※（1986年4月号 - 1987年3月号）
  - 光戦隊マスクマン※（1987年4月号 - 1988年3月号）
  - 超獣戦隊ライブマン※（1988年4月号 - 1989年3月号）
  - 高速戦隊ターボレンジャー※（1989年4月号 - 1990年3月号）
  - 地球戦隊ファイブマン※（1990年4月号 - 1991年2月号）
  - 鳥人戦隊ジェットマン※（1991年3月号 - 1992年2月号）
  - 恐竜戦隊ジュウレンジャー※（1992年3月号 - 1993年2月号）
  - 五星戦隊ダイレンジャー※（1993年3月号 - 1994年2月号）
  - 忍者戦隊カクレンジャー※（1994年3月号 - 1995年3月号）
  - 超力戦隊オーレンジャー※（1995年4月号 - 1996年3月号）
  - 激走戦隊カーレンジャー※（1996年4月号 - 1997年2月号）
  - 電磁戦隊メガレンジャー※（1997年3月号 - 1998年2月号）
  - 星獣戦隊ギンガマン※（1998年3月号 - 1999年2月号）
  - 救急戦隊ゴーゴーファイブ※（1999年3月号 - 2000年2月号）
  - 未来戦隊タイムレンジャー※（2000年3月号 - 2001年2月号）
  - 百獣戦隊ガオレンジャー※（2001年3月号 - 2002年2月号）
  - 忍風戦隊ハリケンジャー※（2002年3月号 - 2003年2月号）
  - 爆竜戦隊アバレンジャー※（2003年3月号 - 2004年2月号）
  - 特捜戦隊デカレンジャー※（2004年3月号 - 2005年2月号）
  - 魔法戦隊マジレンジャー※（2005年3月号 - 2006年2月号）
  - 轟轟戦隊ボウケンジャー※（2006年3月号 - 2007年2月号）
  - 獣拳戦隊ゲキレンジャー※（2007年3月号 - 2008年2月号）
  - 炎神戦隊ゴーオンジャー※（2008年3月号 - 2009年2月号）
  - 侍戦隊シンケンジャー※（2009年3月号 - 2010年2月号）
  - 天装戦隊ゴセイジャー※（2010年3月号 - 2011年2月号）
  - 海賊戦隊ゴーカイジャー※（2011年3月号 - 2012年2月号）
  - 特命戦隊ゴーバスターズ※（2012年3月号 - 2013年2月号）
  - 獣電戦隊キョウリュウジャー※（2013年3月号 - 2014年2月号）
  - 烈車戦隊トッキュウジャー※（2014年3月号 - 2015年2月号）
  - 手裏剣戦隊ニンニンジャー※（2015年3月号 - 2016年2月号）
  - 動物戦隊ジュウオウジャー※（2016年3月号 - 2017年2月号）
  - 宇宙戦隊キュウレンジャー※（2017年3月号 - 2018年2月号）
  - 快盗戦隊ルパンレンジャーVS警察戦隊パトレンジャー※（2018年3月号 - 2019年2月号）
  - 4週連続スペシャル スーパー戦隊最強バトル!!※（2019年3月号）
  - 騎士竜戦隊リュウソウジャー※（2019年2月号 - 2020年2月号）
  - 魔進戦隊キラメイジャー※（2020年3月号 - 2021年3月号）
  - 機界戦隊ゼンカイジャー※（2021年4月号 - 2022年3月号）
  - 暴太郎戦隊ドンブラザーズ※（2022年4月号 - 2023年3月号）
  - 王様戦隊キングオージャー※（2023年4月号 - 2024年3月号）
  - 爆上戦隊ブンブンジャー※（2024年4月号 - 2025年3月号）
- タイムボカンシリーズ（1975年11月号 - 1983年4月号、1992年 - 不明、2008年2月号 - 2009年10月号、2016年11月号 - 2017年4月号、10月号 - 2018年4月号）
  - タイムボカン（1975年11月号 - 1977年1月号）
  - ヤッターマン アニメ第1作（1977年2月号 - 1979年2月号、1992年 - 不明）
  - ゼンダマン（1979年3月号 - 1980年2月号）
  - タイムパトロール隊オタスケマン（1980年3月号 - 1981年2月号）
  - ヤットデタマン（1981年3月号 - 1982年2月号）
  - 逆転イッパツマン（1982年3月号 - 1983年4月号）
  - ヤッターマン アニメ第2作※（2008年2月号 - 2009年10月号）
  - タイムボカン24（2016年11月号 - 2017年4月号）
  - タイムボカン 逆襲の三悪人（2017年11月号 - 2018年4月号）
- ハローキティ（1976年xx月号 - ?）
- キキとララ（1976年 - 不明）
- ザ・カゲスター（1976年5月号 - 12月号）
- ピコリーノの冒険（1976年5月号 - 1977年6月号）
- UFO戦士ダイアポロン（1976年5月号 - 1977年3月号）
- マシンハヤブサ（1976年5月号 - 10月号）
- 長浜ロマンロボシリーズ
  - 超電磁ロボ コン・バトラーV（1976年5月号 - 1977年6月号）
  - 超電磁マシーン ボルテスV（1977年7月号 - 1978年4月号）
  - 闘将ダイモス（1978年5月号 - 1979年2月号）
- ブロッカー軍団IVマシーンブラスター（1976年8月号 - 1977年4月号）
- グロイザーX（1976年8月号 - 1977年4月号）
- ポールのミラクル大作戦（1976年11月号 - 1977年10月号）
- ろぼっ子ビートン（1976年11月号 - 1977年10月号）
- 恐竜シリーズ（1976年11月号 - 1979年7月号）
  - 恐竜探険隊ボーンフリー（1976年11月号 - 1977年4月号）
  - 恐竜大戦争アイゼンボーグ（1977年11月号 - 1978年7月号）
  - 恐竜戦隊コセイドン（1978年8月号 - 1979年7月号）
- プロレスの星 アステカイザー（1976年11月号 - 1977年4月号）
- 5年3組魔法組（1977年1月号 - 11月号）
- 合身戦隊メカンダーロボ（1977年4月号 - 1978年1月号）
- 氷河戦士ガイスラッガー※（1977年5月号 - 10月号）
- 超合体魔術ロボ ギンガイザー※（1977年5月号 - 11月号）
- ロボット110番（1977年5月号 - 1978年1月号）
- 一発貫太くん
- 冒険ファミリー ここは惑星0番地（1977年10月号 - 1978年2月号）
- 風船少女テンプルちゃん（1977年11月号 - 1978年4月号）
- 激走!ルーベンカイザー（1977年11月号 - 1978年2月号）
- 超スーパーカー ガッタイガー
- 透明ドリちゃん（1978年2月号 - 7月号）
- 未来少年コナン（1978年5月号 - 11月号）
- 宇宙からのメッセージ・銀河大戦※（1978年8月号 - 1979年2月号）
- 宇宙魔神ダイケンゴー（1978年8月号 - 1979年3月号）
- ふしぎ犬トントン（1978年11月号 - 1979年5月号）
- 花の子ルンルン（1979年3月号 - 1980年3月号）
- サイボーグ009シリーズ（1979年3月号 - 1980年4月号、2001年11月号 - 2002年11月号）
- 未来ロボ ダルタニアス（1979年5月号 - 1980年4月号）
- メガロマン（1979年5月号 - 1980年1月号）
- 科学冒険隊タンサー5（1979年8月号 - 1980年4月号）

### 1980年代掲載
- 森の陽気な小人たちベルフィーとリルビット（1980年2月号 - 8月号）
- 魔法少女ララベル（1980年4月号 - 1981年3月号）
- 宇宙大帝ゴッドシグマ（1980年4月号 - 1981年3月号）
- 怪物くん（第2シリーズのみ掲載、1980年10月号 - 1982年10月号）
- とんでも戦士ムテキング（1980年10月号 - 1981年10月号）
- 鉄腕アトム アニメ第2作（1980年11月号 - 1982年1月号）
- Xボンバー（1980年11月号 - 1981年4月号）
- 百獣王ゴライオン（1981年4月号 - 1982年3月号）
- ハロー!サンディベル（1981年4月号 - 1982年3月号）
- Dr.スランプ アラレちゃん（集英社の少年誌『週刊少年ジャンプ』から参加）（1981年5月号 - 1986年3月号）
- 忍者ハットリくん（アニメ版のみ掲載、1981年11月号 - 1988年1月号）
- あさりちゃん（1982年2月号 - 1983年3月号）
- 魔法のプリンセス ミンキーモモ※（1982年4月号 - 1983年6月号、1991年11月号 - 1994年2月号）
- 機甲艦隊ダイラガーXV（1982年4月号 - 1983年4月号）
- ゲームセンターあらし（1982年5月号 - 10月号）
- パタリロ!（白泉社の少女誌『別冊花とゆめ』から参加）（1982年5月号 - 1983年6月号）
- 太陽の子エステバン（1982年7月号 - 1983年7月号）
- 超時空要塞マクロス（1982年11月号 - 1983年7月号）
  - マクロス7（1994年11月号 - 1995年10月号）
- サイボットロボッチ（1982年11月号 - 1983年7月号）
- フクちゃん（1982年12月号 - 1984年4月号）
- メタルヒーローシリーズ（1983年4月号 - 1984年3月号、1990年2月号 - 1999年2月号）（宇宙刑事ギャバン及び宇宙刑事シャイダー〜機動刑事ジバンまで未掲載）
  - 宇宙刑事シャリバン※（1983年4月号 - 1984年3月号）
  - 特警ウインスペクター※（1990年2月号 - 1991年2月号）
  - 特救指令ソルブレイン※（1991年2月号 - 1992年2月号）
  - 特捜エクシードラフト※（1992年2月号 - 1993年2月号）
  - 特捜ロボジャンパーソン※（1993年2月号 - 1994年2月号）
  - ブルースワット※（1994年2月号 - 1995年2月号）
  - 重甲ビーファイター※（1995年2月号 - 1996年3月号）
  - ビーファイターカブト※（1996年4月号 - 1997年3月号）
  - ビーロボカブタック※（1997年4月号 - 1998年3月号）
  - テツワン探偵ロボタック※（1998年4月号 - 1999年2月号）
- 光速電神アルベガス（1983年5月号 - 1984年3月号）
- レディジョージィ（1983年5月号 - 1984年3月号）
- ぴえろ魔法少女シリーズ（1983年8月号 - 1986年9月号）
  - 魔法の天使クリィミーマミ※（1983年8月号 - 1984年6月号）
  - 魔法の妖精ペルシャ（『集英社』より）（1984年8月号 - 1985年6月号）
  - 魔法のスターマジカルエミ（1985年7月号 - 1986年3月号）
  - 魔法のアイドルパステルユーミ（1986年4月号 - 1986年9月号）
  - 魔法のデザイナーファッションララ - スタジオぴえろとセイカのコラボレーションオリジナル商品の連載化作品。（1987年 - 不明）
- キャプテン翼（集英社の少年誌『週刊少年ジャンプ』から参加。アニメ第1作のみ掲載）（1983年11月号 - 1986年4月号）
- 星雲仮面マシンマン（1984年2月号 - 10月号）
- ビデオ戦士レザリオン（1984年4月号 - 1985年3月号）
- キン肉マン（集英社の少年誌『週刊少年ジャンプ』から参加）（1984年4月号 - 1986年11月号）
- Gu-Guガンモ（1984年4月号 - 1985年4月号）
- オヨネコぶーにゃん（1984年5月号 - 11月号、1985年4月号）
- ゴッドマジンガー（1984年5月号 - 10月号）
- 星銃士ビスマルク（1984年11月号 - 1985年10月号）
- TVオバケてれもんじゃ（1985年2月号 - 4月号）
- 兄弟拳バイクロッサー※（1985年2月号 - 10月号）
- プロゴルファー猿（1985年5月号 - 1988年4月号）
- へーい!ブンブー（1985年5月号 - 1986年4月号）
- 忍者戦士飛影（1985年11月号 - 1986年8月号）
- 宇宙船サジタリウス（1986年2月号 - 1987年11月号）
- ドラゴンボールシリーズ（集英社の少年誌『週刊少年ジャンプ』から参加）（1986年4月号 - 1989年4月号）
- 東映不思議コメディーシリーズ（1986年5月号 - 1993年11月号）
  - もりもりぼっくん※（1986年5月号 - 1987年1月号）
  - おもいっきり探偵団 覇悪怒組※（1987年2月号 - 1988年1月号）
  - じゃあまん探偵団 魔隣組※（1988年2月号 - 1989年1月号）
  - 魔法少女ちゅうかなぱいぱい!※（1989年2月号 - 7月号）
  - 魔法少女ちゅうかないぱねま!※（1989年8月号 - 1990年1月号）
  - 美少女仮面ポワトリン※（1990年2月号 - 1991年1月号）
  - 不思議少女ナイルなトトメス※（1991年2月号 - 1992年1月号）
  - うたう!大龍宮城※（1992年2月号 - 1993年1月号）
  - 有言実行三姉妹シュシュトリアン※（1993年2月号 - 1994年2月号）
- マシンロボシリーズ（1986年5月号 - 1987年1月号）
  - マシンロボ クロノスの大逆襲（1986年8月号 - 1988年1月号）
  - マシンロボ ぶっちぎりバトルハッカーズ（1987年7月号 - 1988年1月号）
  - 出撃!マシンロボレスキュー（2003年2月号 - 2004年1月号）
- がんばれ!キッカーズ（1986年11月号 - 1987年4月号）
- エスパー魔美（1987年5月号 - 1989年11月号）
- ウルトラB（中央公論新社のセル画付コミックス『藤子不二雄ランド』から参加）（1987年5月号 - 1989年4月号）
- 仮面ライダーシリーズ（1987年11月号 -）
  - 仮面ライダーBLACK（1987年11月号 - 1988年10月号）
  - 仮面ライダーBLACK RX※（1988年11月号 - 1989年10月号）
  - 仮面ライダーSD（1991年 - 1992年）
  - 仮面ライダークウガ※（2000年2月号 - 2001年2月号）
  - 仮面ライダーアギト※（2001年2月号 - 2002年2月号）
  - 仮面ライダー龍騎※（2002年2月号 - 2003年2月号）
  - 仮面ライダー555（ファイズ）※（2003年2月号 - 2004年2月号）
  - 仮面ライダー剣（ブレイド）※（2004年2月号 - 2005年2月号）
  - 仮面ライダー響鬼※（2005年2月号 - 2006年2月号）
  - 仮面ライダーカブト※（2006年2月号 - 2007年2月号）
  - 仮面ライダー電王※（2007年2月号 - 2008年2月号）
  - 仮面ライダーキバ※（2008年2月号 - 2009年2月号）
  - 仮面ライダーディケイド※（2009年1月号 - 2009年9月号）
  - 仮面ライダーW※（2009年9月号 - 2010年9月号）
  - 仮面ライダーオーズ/OOO※（2010年10月号 - 2011年9月号）
  - 仮面ライダーフォーゼ※（2011年10月号 - 2012年9月号）
  - 仮面ライダーウィザード※（2012年10月号 - 2013年9月号）
  - 仮面ライダー鎧武/ガイム※（2013年10月号 - 2014年9月号）
  - 仮面ライダードライブ※（2014年10月号 - 2015年9月号）
  - 仮面ライダーゴースト※（2015年10月号 - 2016年9月号）
  - 仮面ライダーエグゼイド※（2016年10月号 - 2017年9月号）
  - 仮面ライダービルド※（2017年10月号 - 2018年9月号）
  - 仮面ライダージオウ※（2018年10月号 - 2019年9月号）
  - 仮面ライダーゼロワン※（2019年10月号 - 2020年9月号）
  - 仮面ライダーセイバー※（2020年10月号 - 2021年9月号）
  - 仮面ライダーリバイス※（2021年10月号 - 2022年9月号）
  - 仮面ライダーギーツ※（2022年10月号 - 2023年9月号）
  - 仮面ライダーガッチャード※（2023年10月号 - 2024年9月号）
- ビックリマンシリーズ（1987年11月号 - 1990年9月号、1999年12月号 - 2001年3月号）
  - ビックリマン（1987年11月号 - 1989年5月号）
  - 新ビックリマン（1989年5月号 - 1990年9月号）
  - ビックリマン2000（1999年12月号 - 2001年3月号）
  - 祝!(ハピ☆ラキ)ビックリマン（2006年11月号のみ掲載）
- つるピカハゲ丸くん（児童向けコミック誌『月刊コロコロコミック』から参加）（1988年4月号 - 1989年9月号）
- キテレツ大百科（1988年5月号 - 1989年4月号）
- 魔神英雄伝ワタル（1988年5月号 - 1989年4月号）
  - 魔神英雄伝ワタル2（1990年4月号 - 1991年3月号）
  - 超魔神英雄伝ワタル（1997年11月号 - 1998年10月号）
- けろけろけろっぴ（1988年 - 1994年）
- ビリ犬（1988年8月号 - 1989年4月号）
  - ビリ犬なんでも商会（1989年5月号 - 10月号）
- それいけ!アンパンマン（1988年11月号 - 2000年代前半）（現在も『ベビーブック』・『めばえ』で掲載中・一時期大手紙である読売新聞にてとべ!アンパンマンのタイトルで漫画版を掲載していた）
- おぼっちゃまくん（児童向けコミック誌『コロコロコミック』から参加）（1989年2月号 - 1990年4月号）
- 魔動王グランゾート（1989年5月号 - 1990年4月号）
- アイドル伝説えり子（1989年5月号 - 1990年4月号）
- ダッシュ!四駆郎（児童向けコミック誌『コロコロコミック』から参加）（1989年11月号 - 1990年4月号）
- まじかるハット（1989年11月号 - 1990年8月号）
- チンプイ（中央公論新社のセル画付コミックス『藤子不二雄ランド』から参加）（1989年12月号 - 1991年5月号）
- スーパーマリオシリーズ（1985年10月号 - 不明、2012年10月号 - 不明）

### 1990年代掲載
- ちびまる子ちゃん（集英社の少女誌『りぼん』から参加）（1990年2月号 - 1992年10月号、1995年2月号 - 1998年）（現在は『めばえ』に掲載中）
- きかんしゃトーマス（1990年11月号 - 2010年3月号）（現在は『ベビーブック』・『めばえ』に掲載中）
- アイドル天使ようこそようこ（1990年5月号 - 1991年3月号）
- 魔法のエンジェルスイートミント（1990年5月号 - 12月号）
- からくり剣豪伝ムサシロード（1990年11月号 - 1991年10月号）
- 江戸っ子ボーイ がってん太助（1990年11月号 - 1991年4月号）
- おばけのホーリー（1991年2月号 - 1992年5月号）
- スピルバーグのアニメ タイニー・トゥーン（1991年5月号 - 1992年10月号）
- いちねんせいマン - 沢田ユキオ（1991年5月号 - 1993年4月号）
- ちいさなおばけアッチ・コッチ・ソッチ（ポプラ社の『小さな童話』から参加）（1991年5月号 - 1992年4月号）
- ジャンケンマン（1991年5月号 - 1992年4月号）
- 機甲警察メタルジャック（1991年5月号 - 1992年1月号）
- ママは小学4年生（1992年3月号 - 1993年1月号）
- 花の魔法使いマリーベル（1992年3月号 - 1993年2月号）
- ももこのファンタジック・ワールド コジコジ - さくらももこ（1992年4月号 - 1993年3月号 -1994年3月号 - 不明）
- 超電動ロボ 鉄人28号FX（1992年5月号 - 1993年4月号）
- クレヨンしんちゃん（双葉社の漫画誌『月刊まんがタウン』から参加）（1993年1月号 - 1998年）（現在は『めばえ』『てれびくん』に掲載中）
- チロリン村物語（1992年5月号 - 1993年4月号）
- 姫ちゃんのリボン（集英社の少女誌『りぼん』から参加）（1992年11月号 - 1994年2月号）
- みかん絵日記（白泉社の少女誌『月刊LaLa』から参加）（1992年11月号 - 1993年7月号）
- 南国少年パプワくん（スクウェア・エニックスの少年誌『月刊少年ガンガン』から参加）（1992年11月号 - 1993年11月号）
- 勇者シリーズ（1993年3月号 - 1998年2月号）
  - 勇者特急マイトガイン※（1993年3月号 - 1994年2月号）
  - 勇者警察ジェイデッカー※（1994年3月号 -11月号 -1995年2月号）-11月は漫画の最終回(35話ベース)で、これ以降勇者の漫画は無かった
  - 黄金勇者ゴルドラン※（1995年3月号 - 1996年2月号）
  - 勇者指令ダグオン※（1996年3月号 - 1997年2月号）
  - 勇者王ガオガイガー※（1997年3月号 - 1998年2月号）
- 忍たま乱太郎（朝日小学生新聞から参加）（1993年5月号 - 1996年）
- ポコニャン!（1993年5月号 - 1996年2月号）
- 3丁目のタマ うちのタマ知りませんか?（1993年8月号 - 9月号、1994年5月号 - 10月号）
- ムカムカパラダイス（少女誌『ちゃお』から参加）（1993年10月号 - 1994年9月号）
- T.M.N.T.（2006年度版も含む）（1993年11月号 - 1995年10月号）
- 赤ずきんチャチャ（集英社の少女誌『りぼん』から参加）（1994年4月号 - 1995年7月号）
- レッドバロン（1994年5月号 - 1995年4月号）
- ヤマトタケル（1994年5月号 - 1995年4月号）
- 愛と勇気のピッグガールとんでぶーりん（少女誌『ちゃお』から参加）（1994年11月号 - 1995年10月号）
- 愛天使伝説ウェディングピーチ（少女誌『ちゃお』から参加）（1994年3月号 - 1995年5月号 - 1996年4月号）'94年中はセル画着色にて連載
- ナースエンジェルりりかSOS（集英社の少女誌『りぼん』から参加）（1995年8月号 - 1996年4月号）
- モジャ公（1995年11月号 - 1997年4月号）
- 爆走兄弟レッツ&ゴー!!（児童向けコミック誌『コロコロコミック』から参加）（1996年2月号 - 1997年1月号）
  - 爆走兄弟レッツ&ゴー!!MAX（1998年2月号 - 1999年1月号）
- ぷよぷよ少女アルルちゃん - たちばな真未（1996年5月号 - 1998年2月号）
- はりもぐハーリー（1996年9月号 - 1997年7月号）
- キューティーハニーF（少女誌『ちゃお』から参加）（1997年3月号 - 1998年2月号）
- ほのぼの村のウータン（NHK教育テレビの人形劇から参加）（1997年5月号 - 2001年4月号）
- ポケットモンスターシリーズ（1997年5月号 -）
  - ポケットモンスター アニメ第1作（1997年5月号 - 2002年11月号）
  - ポケットモンスター アドバンスジェネレーション（2002年12月号 - 2006年9月号）
  - ポケットモンスター ダイヤモンド&パール（2006年10月号 - 2010年9月号）
  - ポケットモンスター ベストウイッシュ（2010年10月号 - 2013年10月号）
  - ポケットモンスター XY（2013年11月号 - 2016年12月号）
  - ポケットモンスター サン&ムーン
  - ポケットモンスター（2019年版）
- 超特急ヒカリアン（1997年1月号 - 9月号、98年1月（広告掲載）、 - 2000年4月号）
  - 電光超特急ヒカリアン（2002年5月号 - 2003年4月号）
- トランスフォーマーシリーズ
  - ビーストウォーズ 超生命体トランスフォーマー※（1997年11月号 - 1998年4月号）
  - ビーストウォーズII 超生命体トランスフォーマー※（1998年5月号 - 1999年2月号）
  - ビーストウォーズネオ 超生命体トランスフォーマー※（1999年3月号 - 10月号）
  - ビーストウォーズメタルス 超生命体トランスフォーマー※（1999年11月号 - 2000年4月号）
  - トランスフォーマー カーロボット※（2000年5月号 - 2001年1月号）
- ビーダマンシリーズ
  - Bビーダマン爆外伝（1998年3月号 - 1999年2月号）
  - Bビーダマン爆外伝V（1999年3月号 - 2000年2月号）
- ふしぎ魔法ファンファンファーマシィー（おひさまから参加）（1998年3月号 - 1999年3月号）
- おじゃる丸（1998年11月号 - 2002年）
- コレクター・ユイ（少女誌『ちゃお』から参加）（1999年5月号 - 2001年3月号）
- ベイビーフィリックス（1999年5月号 - 不明）
- テレタビーズ（1999年5月号 - 2000年10月号、2001年2月号 - 4月号）
- スージーちゃんとマービー（おひさまから参加）（1999年5月号 - 2000年4月号、2001年5月号 - 2002年4月号）
- キョロちゃん（1999年8月号 - 2001年4月号）
- ドンキーコング（1999年11月号 - 2000年7月号）

### 2000年代掲載
- とっとこハム太郎シリーズ（2000年8月号 - 2008年4月号） - キャラクター自体は『のりスタ』内のキャラクターとして現在も掲載。
- 爆転シュート ベイブレードシリーズ（2001年2月号 - 2004年1月号）
- ウサハナ（2001年xx月号 -?）
- すしあざらし（2001年2月号 - 10月号）
- パワーパフガールズ（2001年2月号 - 2002年1月号）
  - 出ましたっ!パワパフガールズZ（2006年8月号 - 2007年7月号）
- Dr.リンにきいてみて!（少女誌『ちゃお』から参加）（2001年4月号 - 2002年3月号）
- ロックマンエグゼシリーズ（2002年4月号 - 2006年10月号）
- 星のカービィ（2001年11月号 - 2003年10月号）
- カスミン（2001年11月号 - 2003年11月号）
- ミニモニ。（2001年頃 - 不明）
- ギャラクシーエンジェル（2、3作目のみ掲載。富士見書房のコミック誌『月刊ドラゴンジュニア』から参加）（2002年3月号 - 4月号、2002年11月号 - 2003年4月号）
- わがまま☆フェアリー ミルモでポン!シリーズ（少女誌『ちゃお』から参加）（2002年4月号 - 2005年10月号）
- ぴたテン（アスキー・メディアワークスのコミック誌『電撃コミックガオ!』から参加）（2002年5月号 - 10月号）
- シナモロール（2002年 - 2008年） - 2008年度以降は講談社系の雑誌に掲載。
- のりスタ!シリーズ（2003年5月号 - 不明）
  - のりスタ!（2003年5月号 - 2006年4月号）
  - のりスタは～い!（2006年5月号 - 2008年4月号）
  - のりスタ1・2・3!（2008年5月号 - 2009年4月号）
  - のりスタ100%（2009年5月号 - 不明）
- 美少女戦士セーラームーン（実写版のみ掲載。講談社の少女誌『なかよし』から参加）（2003年11月号 - 2004年10月号）※
- 超星神シリーズ（2003年11月号 - 2006年7月号）
  - 超星神グランセイザー（2003年11月号 - 2004年10月号）
  - 幻星神ジャスティライザー（2004年11月号 - 2005年10月号）
  - 超星艦隊セイザーX（2005年11月号 - 2006年7月号）
- あたしンち（大手紙読売新聞から参加）（2003年 -　不明）
- 甲虫王者ムシキング（2003年3月号 - 不明）
- たまごっち（2004年xx月号 - 2015年10月号）
  - たまごっち!（2009年11月号 - 2015年10月号）
- ふしぎ星の☆ふたご姫シリーズ（2005年5月号 - 2007年4月号）
- オシャレ魔女♥ラブandベリー（2005年 - 2008年9月号）
- 古代王者恐竜キング（2005年xx月号 - 不明）
- 魔弾戦記リュウケンドー（2006年2月号 - 2007年1月号）
- きらりん☆レボリューション（少女誌『ちゃお』から参加）（2006年5月号 - 2009年4月号）
- 味楽る!ミミカ（2006年5月号 - 不明）
- ぜんまいざむらい（2006年5月号 - 2010年3月号）
- ぷるるんっ!しずくちゃん（2006年11月号 - 2008年10月号）
- おいでよ どうぶつの森（2006年xx月号 - 不明）
- おしりかじり虫（2007年秋? - 不明）
- トミカヒーローシリーズ（2008年5月号 - 2010年3月号）
  - トミカヒーロー レスキューフォース（2008年5月号 - 2009年4月号）
  - トミカヒーロー レスキューファイアー（2009年5月号 - 2010年3月号）
- ミッキー&フレンズ※（2008年8月号 -?）（1983年の東京ディズニーランド開園以降？から2008年6月までの長い間、講談社系の雑誌のみが取り上げていた）
- くまのプーさん※（2008年8月号 -?）（同上）
- ディズニープリンセス※（2008年8月号 - ?）（2000年代初頭から2008年6月までの長い間、講談社系の雑誌や河出書房新社の雑誌などで取り上げていた）
- ジュエルペットシリーズ（2008年11月号 - 2015年12月号）
  - ジュエルペット（2009年5月号 - 2010年4月号）
  - ジュエルペット てぃんくる☆（2010年5月号 - 2011年4月号）
  - ジュエルペット サンシャイン（2011年5月号 - 2012年4月号）
  - ジュエルペット きら☆デコッ!（2012年5月号 - 2013年4月号）
  - ジュエルペット ハッピネス（2013年5月号 - 2014年4月号）
  - レディ ジュエルペット（2014年5月号 - 2015年4月号)
  - ジュエルペット マジカルチェンジ（2015年5月号 - 2015年12月号）
- スティッチシリーズ
  - スティッチ!（2008年11月号 - 2009年4月号）
  - リロ・アンド・スティッチ ザ・シリーズ（2009年5月号 - 2009年10月号）
  - スティッチ! ～いたずらエイリアンの大冒険～（2009年11月号 - 2010年7月号）
  - スティッチ! ～ずっと最高のトモダチ～（2010年8月号 - 2011年4月号）
- 極上!!めちゃモテ委員長（少女誌『ちゃお』から参加）（2009年6月号）
- シルバニアファミリー（2008年xx月号 - 不明）
- みいつけた!※（2009年7月号 - 2013年6月号）

### 2010年代掲載
- ひめチェン!おとぎちっくアイドル リルぷりっ（2010年5月号 - 2011年3月号）
- プリティーリズム・オーロラドリーム（2011年5月号）
- クッキンアイドル アイ!マイ!まいん!（2009年5月号 - 2013年3月号）
- とっとこハム太郎 でちゅ（2011年5月号 - 2013年4月号）
- すすめ!キッチン戦隊クックルン（2013年5月号 - 9月号）
- まみむめもんち（2011年4月号 - 不明）
- パッコロリン（2011年5月号 - 不明）
- 妖怪ウォッチ（2014年3月号 - 2023年4月号）
- ドラゴンコレクション（2014年5月号 - 2015年4月号）
- ライオン・ガード
- ミスターメン リトルミス
- カミワザ・ワンダ（2016年5月号 - 2017年4月号）
- トミカハイパーレスキュー ドライブヘッド 機動救急警察（2017年5月号 - 2018年1月号）
- 少年アシベ GO!GO!ゴマちゃん（双葉社の漫画誌『まんがタウン』『月刊アクション』から参加。2016年11月号、2017年5月号 - 2018年3月号）
- ガールズ×戦士シリーズ（2017年5月号 -2022年7月号）
  - アイドル×戦士 ミラクルちゅーんず!（2017年5月号 - 2018年4月号）
  - 魔法×戦士 マジマジョピュアーズ!
  - ひみつ×戦士 ファントミラージュ!
  - ポリス×戦士 ラブパトリーナ!
  - ビッ友×戦士 キラメキパワーズ!
- リルリルフェアリル（2016年5月号、7月号 - 2017年11月号、2018年8月号 - 不明）

### 2020年代掲載
- ライガとクウガの「アースグランナー」と学ぼう!クイズ（作画：かなき詩織、クイズ監修：伊沢拓司、2020年5月号 - 2021年4月号）
- ケズルとバルニャーの「マジカパーティ」クイズ劇場（作画：かなき詩織、クイズ監修：伊沢拓司、2021年5月号 - 2022年4月号）
- リズスタ -Top of Artists!-（2022年5月号 - 2023年1月号）
- アニアキングダム（2023年4月号 - 2024年1月号）
  - 冒険大陸 アニアキングダム
  - ゴー!ゴー!びーくるずー

※付きの作品は、『おともだち』『たのしい幼稚園』（講談社刊）にも掲載されている、もしくはされていた作品を表す。

## 発行部数
- 1954年 - 40万部[5]
- 1955年 - 40万部[6]
- 1956年 - 50万部[7]

日本雑誌協会のデータによる本誌と競合誌『たのしい幼稚園』（講談社）の月平均発行部数推移は以下の通りである。2007年度までは本誌が優勢であったが、2009年度以降は女児向け漫画・情報誌『ぷっちぐみ』の月刊化（2008年11月号から）の影響を受け本誌の部数が激減し、『たのしい幼稚園』と比べて劣勢となったが、2022年秋以降は再び優勢となった。
- 2005年度 - 27.7万部（21.9万部）
- 2007年度 - 26.4万部（19.9万部）
- 2009年度 - 17.6万部（19.2万部）
- 2011年度 - 12.4万部（18.6万部）
- 2013年度 - 10.4万部（18.1万部）
- 2015年度 - 11.0万部（15.9万部）
- 2017年度 -  9.9万部（14.2万部）

※（）内は『たのしい幼稚園』（講談社発行）の部数である。
|        | 1 - 3月    | 4 - 6月    | 7 - 9月    | 10 - 12月  |
| ------ | ---------- | ---------- | ---------- | ---------- |
| 2008年 |            | 211,667 部 | 206,667 部 | 191,250 部 |
| 2009年 | 197,500 部 | 165,000 部 | 151,667 部 | 145,000 部 |
| 2010年 | 147,500 部 | 150,000 部 | 140,000 部 | 132,000 部 |
| 2011年 | 130,000 部 | 112,000 部 | 120,000 部 | 122,000 部 |
| 2012年 | 121,667 部 | 106,667 部 | 107,500 部 | 105,000 部 |
| 2013年 | 107,500 部 | 102,334 部 | 103,334 部 | 96,250 部  |
| 2014年 | 107,500 部 | 95,667 部  | 130,000 部 | 103,750 部 |
| 2015年 | 125,000 部 | 111,667 部 | 108,334 部 | 100,000 部 |
| 2016年 | 115,000 部 | 97,333 部  | 100,000 部 | 100,000 部 |
| 2017年 | 100,000 部 | 101,750 部 | 95,000 部  | 87,667 部  |
| 2018年 | 86,000 部  | 75,667 部  | 77,500 部  | 78,750 部  |
| 2019年 | 75,000 部  | 88,333 部  | 82,500 部  | 96,667 部  |
| 2020年 | 125,000 部 | 76,667 部  | 100,000 部 | 81,250 部  |
| 2021年 | 100,000 部 | 75,000 部  | 73,333 部  | 80,000 部  |
| 2022年 | 70,000 部  | 60,000 部  | 72,500 部  | 72,500 部  |
| 2023年 | 85,000 部  | 55,000 部  | 70,000 部  | 62,500 部  |
| 2024年 | 65,000 部  | 56,000 部  | 60,000 部  | 57,500 部  |

## 関連雑誌
- めばえ
- 学習幼稚園
- 小学一年生
- てれびくん
- いたずら・ぶっく
- おひさま
- ぷっちぐみ

## 競合雑誌
- おともだち
- たのしい幼稚園
- テレビマガジン